# Mijou Kovacs
Marie José Kovacs, detta Mijou (Vienna, 10 febbraio 1957), è un'attrice austriaca con cittadinanza francese.
Attrice attiva prevalentemente in campo teatrale e televisivo, tra cinema e - soprattutto - televisione, ha partecipato ad una quarantina di differenti produzioni, a partire dall'inizio degli anni settanta, recitando soprattutto in vari film TV.
Tra i suoi ruoli più noti, figurano quello di Vicki Brandshaft nel film TV Vorhang auf, wir spielen Mord (1978), quello di Hansi Keleman nella serie televisiva Ringstraßenpalais (1981-1983), quello di Marie Grubbe nell'omonimo film TV (1990), quello di Jutta Liebrecht nel film TV Der Heiratsvermittler (1994), quello di Jessica Favier nella serie televisiva Matchball, ecc.

## Filmografia

### Cinema
- Strauss, re senza corona (1987)
- Bride of the Wind (2001)

### Televisione
- Fall Regine Krause - film TV (1970)
- Der Baum des vergessenen Hundes - film TV (1976)
- Heiße Ware - film TV (1977) - ruolo: Kim
- Aufforderung zum Tanz - film TV (1977)
- Tatort - serie TV, 1 episodio (1977) - Rosi
- L'ispettore Derrick - serie TV, ep. 05x01, regia di Helmuth Ashley (1978) - Annegret
- Vorhang auf, wir spielen Mord - film TV (1978) - Vicki Brandshaft
- Hofnarr sucht Hof - film TV (1978)
- Tatort - serie TV, 1 episodio (1978) - Petra Wagner
- Die Kinder - film TV (1979)
- Berggasse 19 - film TV (1979) - Elisabeth von Ritter
- L'ispettore Derrick - serie TV, ep. 07x03, regia di Alfred Weidenmann (1980) - Inge Bruckmann
- Secret diplomatique - serie TV, 1 episodio (1980)
- Ringstraßenpalais - serie TV, 11 episodi (1981-1983) - Hansi Kelemen
- Il commissario Köster - serie TV, 1 episodio (1983) - Yvonne Dannhaus
- Die Geschichte einer Vielgeliebten - film TV (1983)
- Der Weg ins Freie - film TV (1983)
- Tenente del diavolo - film TV (1984)
- L'ispettore Derrick - serie TV, ep. 11x12, regia di Theodor Grädler - Charlotte Bussoni
- Il commissario Köster - serie TV, 1 episodio (1985) - Monika Holstein
- L'été 36 - film TV (1986) - Sarah
- Abschiede - film TV (1987)
- Mrs. Harris fährt nach Moskau - film TV (1987) - Liz Sarratova
- La grande fuga 2 - film TV (1988) - Marie-Chantal
- Ricordi di guerra - miniserie TV (1988) - Selma Ascher
- Der Kronprinz - film TV (1987) - Elisabetta di Baviera
- Marie Grubbe - film TV (1990) - Marie Grubbe
- Insel der Träume - serie TV, 1 episodio (1991)
- Peter Strohm - serie TV, 1 episodio (1991)
- Wie gut, dass es Maria gibt - serie TV, 3 episodi (1991)
- La vérité en face - film TV (1991) - Marie
- Happy Holiday - serie TV, 1 episodio (1993)
- Un caso per due - serie TV, 1 episodio (1993)
- Immenhof - serie TV, 1 episodio (1993)
- Der Heiratsvermittler - film TV (1994) - Jutta Liebrecht
- Matchball - serie TV, 11 episodi (1994) - Jessica Favier
- Stockinger - serie TV, 1 episodio (1997)
- Tatort - serie TV, 1 episodio (1999) - Merimée Leon
- Lenya - Die größte Kriegerin aller Zeiten - film TV (2001)
- Nous nous sommes tant haïs - film TV (2007)